# El Gallo, Querétaro Arteaga
El Gallo är en ort i Mexiko.   Den ligger i kommunen Pinal de Amoles och delstaten Querétaro Arteaga, i den centrala delen av landet, 200 km norr om huvudstaden Mexico City. El Gallo ligger 2 241 meter över havet och antalet invånare är 152.
Terrängen runt El Gallo är bergig åt nordväst, men åt sydost är den kuperad. Runt El Gallo är det ganska tätbefolkat, med 52 invånare per kvadratkilometer. Närmaste större samhälle är Jalpan, 18,0 km öster om El Gallo. I omgivningarna runt El Gallo växer i huvudsak blandskog.